# وادي سبنا

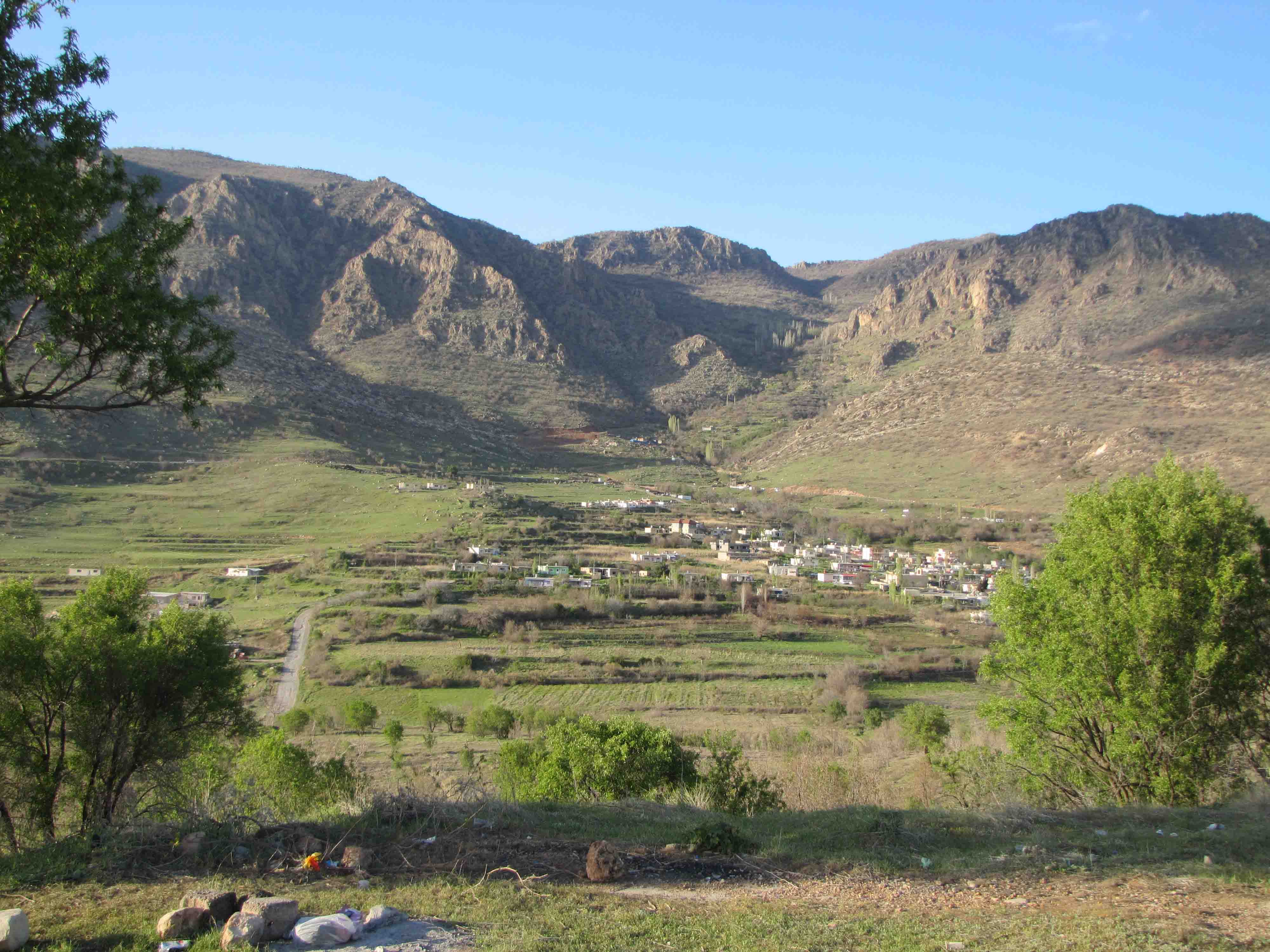
منظر للجزء الغربي من وادي سبنا باتجاه الشمال باتجاه قرية أرادن وجبال جوزانة

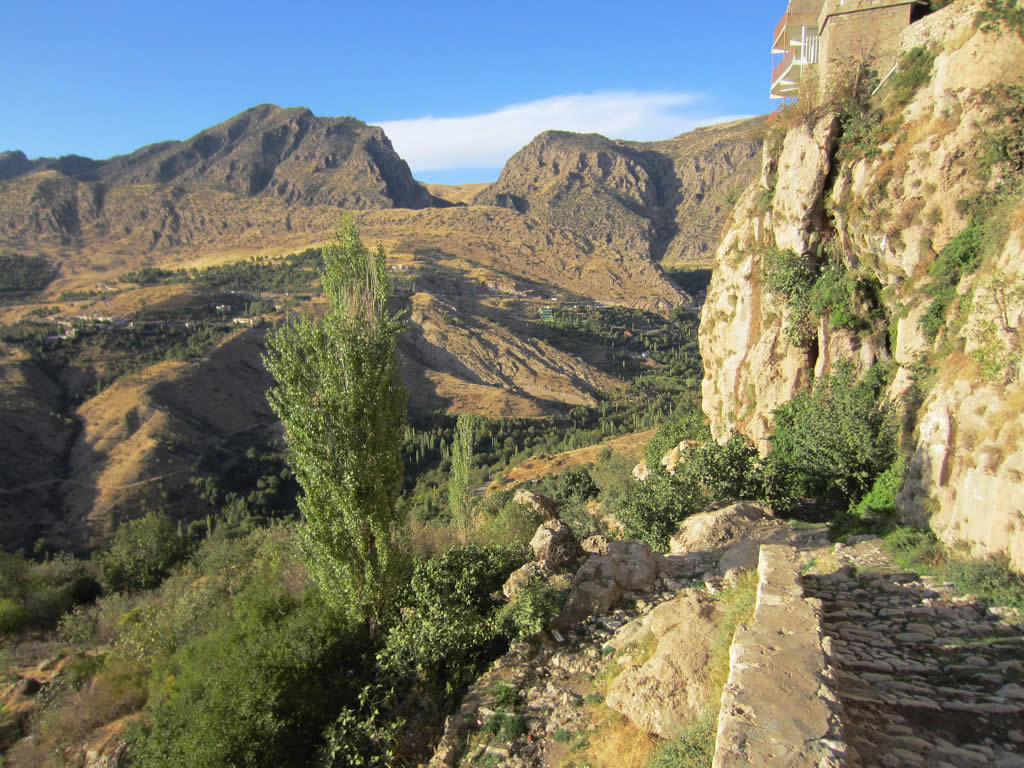
منظر للتلال المحيطة بمدينة العمادية في الجزء الأوسط من الوادي

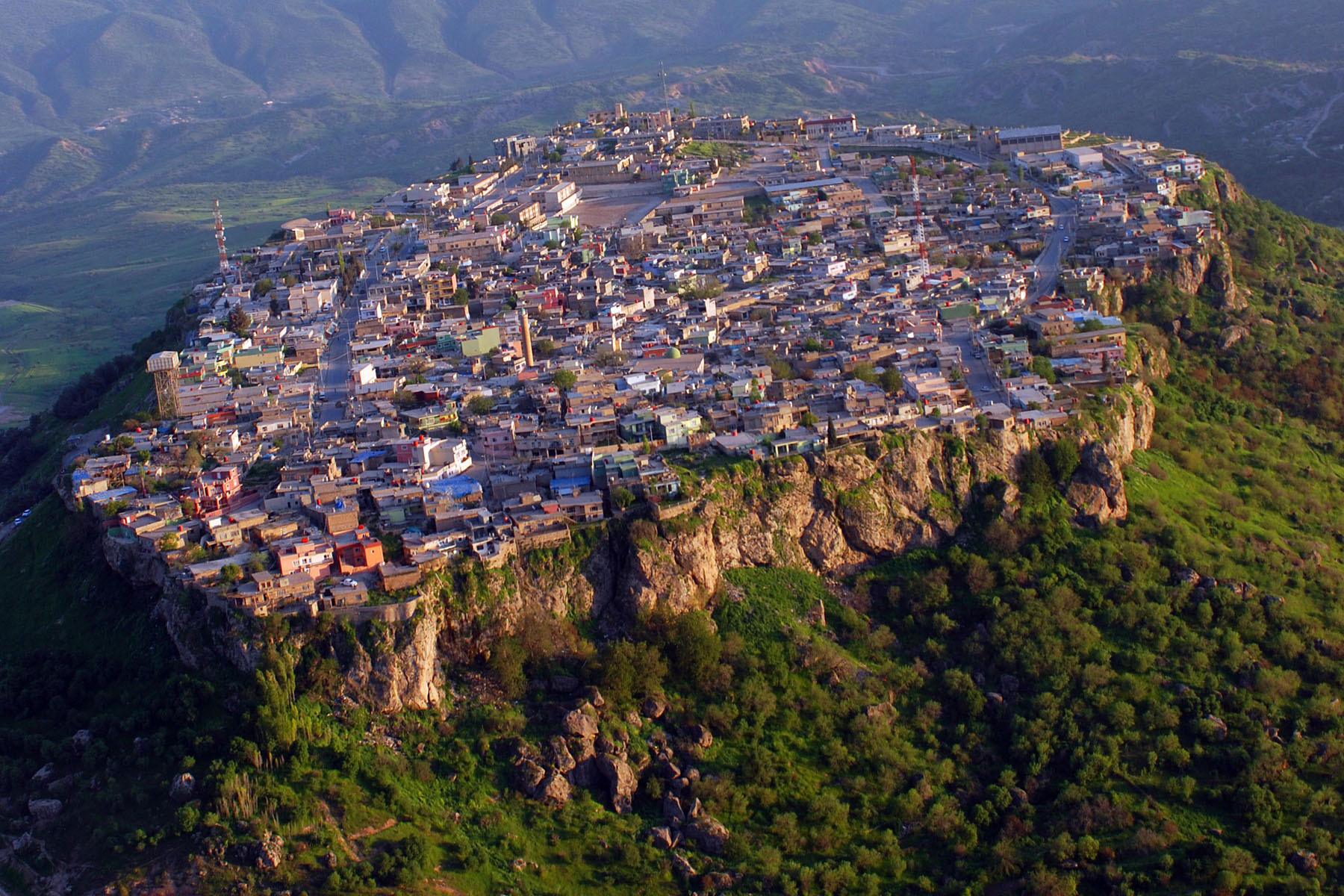
مدينة العمادية، مأخوذة من السماء باتجاه الشمال

وادي سبنا (بالكردية: ڕووباری سپنه‌، Rîbarê Sipne)‏ هو واد في إقليم كردستان العراق، يحتوي على سلسلتين جبليتين صغيرتين في الشمال والتي تعد جزءًا من سلسلة جبال زاغروس. يسقي الوادي نهر الزاب العظيم الذي يتدفق على طول الجزء الشرقي من الوادي، ويتميز بتضاريس جبلية في الجزء الأوسط منه حول منطقة العمادية.